# Nowosiółki (sielsowiet Werdomicze)
Nowosiółki (biał. Навасёлкі; ros. Новосёлки) – wieś na Białorusi, w obwodzie grodzieńskim, w rejonie świsłockim, w sielsowiecie Werdomicze.
W dwudziestoleciu międzywojennym leżały w Polsce, w województwie białostockim, w powiecie wołkowyskim, do 30 grudnia 1922 w gminie Święcica, następnie w gminie Mścibów.